# Bagneux, Hauts-de-Seine
Bagneux är en kommun i departementet Hauts-de-Seine i regionen Île-de-France i norra Frankrike. Kommunen ligger i kantonen Bagneux som tillhör arrondissementet Antony. År 2022 hade Bagneux 43 647 invånare.

## Befolkningsutveckling
Antalet invånare i kommunen Bagneux
| Referens: INSEE |